# Жива кров
«Жива кров» — американський фільм жахів, 2009 року.

## Сюжет
Історія двох лесбійок Брук та Рії. У новорічну ніч 1969 року, на гучній вечірці, Брук вбиває чоловіка, за сексуальне насильство над іншою жінкою, після чого дівчата сваряться і покидають місто. Прямуючи по шоссе Pearblossom дівчата збивають машиною якусь тварину і зупинившись подивитись, що сталось, потрапляють в піщану бурю, в якій Брук (убивця) гине. Рія ж спостерігає, як з піщаної бурі з'являється «творець всесвіту» (у виконанні американської топ-моделі Анджели Ліндволл). Богиня каже Рії, що віднині, вона буде її безсмертним месником – знищуючи зло. Але Рія не хоче проводити безсмертя без свого кохання, та благає, щоб Брук стала її вічною подругою. Богиня виконує бажання Рії, проте застерігає, що Брук ніколи не зможе впоратися зі злом котре живе в ній. Сорок років потому, дівчата прокидаються в тому самому місці в пустелі, вже як вампіри. Фільм зображує їх перші 24 години виживання. Брук починає вбивати, щоб довести свою відданість «творцеві», а Рія намагається припинити хаос, який розпочала Брук після того, як вона вбила шерифа, його заступників, подружню пару у відпустці та мандрівника автостопом.

## Назви
На початку фільм мав робочу назву англ. «Pearblossom», пізніше її було змінено на «Світ вбивств» (англ. «Murder World»), а в прокат на території США фільм вже вийшов під назвою «Жива кров» (англ. «Life Blood»). В прокаті на території інших країни зустрічалися інші назви, наприклад «Вампірський захід сонця — вгризання у вічність» (нім. «Sunset Vampires — Biss in alle Ewigkeit») в Німеччині, чи «Незаймана кров» (грец. «Παρθένο αίμα») в Греції.

## У ролях
- Софі Монк — Брук Анхель
- Аня Лахірі[en] — Рія Коен
- Скаут Тейлор-Комптон[en] — Кері Лейн
- Джастін Шилтон — Уоррен Джеймс
- Патрік Ренна[en] — Ден Гріггс
- Денні Вудберн[en] — заступник шерифа Фелікс Шу
- Чарльз Неп'єр — шериф Тілман
- Анджела Ліндволл[en] — Богиня («творець всесвіту»)
- Маршал Манеш[en] — Стів
- Джина Гальєго[en] — Патриція
- Електра Стоун — Ліззі
- Дженіфер Тунг — офіцер Кук
- Стівен Монро Тейлор — Тім
- Стефані Ходс — Джені
- Марк Ходс — Біл
- Кріс Пейн Гілберт[en] — мандрівник автостопом
- Тава Смайлі[en] — Тава Смайлі
- Монік Найт — участниця топлес вечірки
- Хантер Нейпір — Дайнер Петрон
- Кімберлі Уіллес — дівчина з шампанським на вечірці
- Хенк Брекстон — бармен на вечірці
- Ана Тереза Лопес — гостя на вечірці
- Чарлі Франческі — гість на вечірці
- Франклін Руль[en] — гість на вечірці
- Маріо Селлітті — гість на вечірці
- Дрю Адамс — гість на вечірці
- Річард Хакні — гість на вечірці